# (15917) Rosahavel
(15917) Rosahavel est un astéroïde de la ceinture principale.

## Description
(15917) Rosahavel est un astéroïde de la ceinture principale. Il fut découvert le 28 octobre 1997 à l'observatoire d'Ondřejov par Lenka Šarounová. Il présente une orbite caractérisée par un demi-grand axe de 2,79 UA, une excentricité de 0,20 et une inclinaison de 7,1° par rapport à l'écliptique.

## Compléments